# 인 (내사)
인(印, ? ~ ?)은 전한 중기의 관료이다. '인'은 이름자로, 성씨는 알려져 있지 않다.

## 행적
건원 원년(기원전 140), 내사에 임명되었다.

## 출전
- 반고, 《한서》권19하 백관공경표(百官公卿表) 下

| 전임 영성 | 전한의 내사 기원전 140년 ~ 기원전 139년? | 후임 석경 |